# Distrito electoral local 4 de la Ciudad de México
El IV Distrito Electoral Local de Ciudad de México es uno de los 33 distritos electorales Locales en los que se encuentra dividido el territorio de Ciudad de México. Su cabecera es la Alcaldía Gustavo A. Madero.

## Ubicación
Está formado por el norte y noreste de la Alcaldía Gustavo A. Madero.
Limita al norte con el municipio de Ecatepec y Tlalnepantla del Estado de México; al noroeste con el distrito I que se ubica en la Alcaldía Gustavo A. Madero; al este con el municipio de Nezahualcóyotl, Estado de México, al sur con el distrito VI y al oeste y suroeste con el distrito II, ambos dentro de la misma alcaldía.

## Congreso de la Ciudad de México (desde 2018)
| Diputado                 | Grupo parlamentario | Legislatura | Periodo     |
| ------------------------ | ------------------- | ----------- | ----------- |
| Nazario Norberto Sánchez |                     | I II        | 2018 - 2024 |
| Ana Luisa Buendía García | III                 | 2024 -      |             |

## Resultados electorales

### 2021
|  | 43.0570 % |

|  | 14.6187 % |

|  | 11.6510 % |

|  | 13.7146 % |

|  | 2.9648 % |

|  | 0.9782 % |

|  | 1.4489 % |

|  | 0.9559 % |

|  | 2.4796 % |

|  | 1.3870 % |

|  | 0.1259 % |

|  | 3.3639 % |

|  | 100.00 % |